# Liolaemus uspallatensis
Liolaemus uspallatensis — вид ігуаноподібних ящірок родини Liolaemidae. Ендемік Аргентини.

## Поширення і екологія
Liolaemus uspallatensis мешкають на заході Аргентини, на півдні провінції Сан-Хуан і на півночі провінції Мендоса. Вони живуть в кам'янистій місцевості, місцями порослій чагарниками. Зустрічаються на висоті від 2400 до 2700 м над рівнем моря. Є всеїдними, відкладають яйця.